# 458 f.Kr.

## Händelser

### Efter plats

#### Grekland
- Pleistoanax efterträder sin far Pleistarchos som kung av Sparta.
- Perikles fortsätter Efialtes demokratiseringsprocess, genom att göra arkontskapet till en betald tjänst och ger Atens lägsta klasser tillgång till ämbetet.
- Atenarna börjar bygga de långa murarna för att skydda vägen från sin stad till hamnstaden Pireus.
- Egina går med i den peloponnesiska alliansen, men dess förenade flotta besegras av atenarna i slaget vid Egina. Atenarna, under Leosthenes befäl, landstiger på ön Egina där de belägrar och besegrar staden, som tvingas erlägga tribut till Aten.

#### Romerska republiken
- Den romerske generalen Lucius Quinctius Cincinnatus inkallas av senaten för att försvara staden Rom från ett anfall av de annalkande equerna. Han utnämns till romersk diktator i sex månader, men besegrar fienden på en enda dag i slaget vid Mons Algidus och firar triumf i Rom. Sexton dagar efter slaget avgår han som diktator och återvänder till sin bondgård.

### Efter ämne

## Avlidna
- Pleistarchos, kung av Sparta sedan 480 f.Kr.